# Hutamaia caramaschii
Hutamaia caramaschii is een hooiwagen uit de familie Gonyleptidae.